# Spagna (diocesi)
La diocesi di Spagna (latino: Dioecesis Hispaniarum) fu una suddivisione amministrativa del tardo Impero romano.

## Storia

La Spagna romana nel 293 dopo la riforma tetrarchica.

Fu creata dall'imperatore Diocleziano, tra il 284 e il 288, suddividendo la penisola iberica in cinque province – Betica, Lusitania, Cartaginense, Tarraconense e Gallaecia –, cui fu aggiunta la provincia africana della Mauretania Tingitana; successivamente, durante il IV secolo, fu formata la provincia Balearica, staccando le Isole Baleari dalla Cartaginense. Questa diocesi rientrava nella Prefettura del pretorio delle Gallie ed era posta sotto un Vicarius Hispaniarum, la cui sede era Augusta Emerita in Lusitania (la moderna Mérida, Spagna). Tra i vicarii Hispaniarum di spicco vi furono Vettio Agorio Pretestato, Flavio Sallustio e Volusio Venusto.
Il 31 dicembre 406 Vandali (suddivisi in Asdingi e Silingi), Alani e Svevi invasero la Gallia varcando il fiume Reno. È possibile che questa invasione fosse stata scatenata dalla migrazione degli Unni nella grande pianura ungherese, avvenuta tra il 400 e il 410; infatti Vandali, Alani e Svevi vivevano proprio nella zona dove si sarebbero insediati gli Unni, e la minaccia unna potrebbe averli spinti a invadere la Gallia. L'invasione della Gallia e la debolezza manifestata dal governo di Onorio, spinse le legioni britanniche a rivoltarsi acclamando imperatore prima un certo Marco, poi, alcuni mesi dopo, un certo Graziano e poi, dopo il rifiuto di questi di intervenire contro i Barbari, il generale Flavio Claudio Costantino. Questi, attraversata la Manica, riuscì a bloccare temporaneamente l'avanzata dei barbari e a prendere il controllo di gran parte dell'Impero: Gallia, Spagna e Britannia.
Costantino III, quindi, elevò al rango di Cesare suo figlio Costante, mentre in Spagna due parenti di Onorio si rivoltarono, rifiutandosi di riconoscere l'autorità dell'usurpatore e mettendo insieme un'armata che minacciava di invadere la Gallia e deporlo. Costantino III inviò dunque suo figlio Costante, insieme al generale Geronzio e al prefetto del pretorio Apollinare, nella penisola iberica per sedare la rivolta. Nonostante ai soldati ribelli si fossero aggiunti un'immensa massa di schiavi e contadini, l'esercito di Costante riuscì a sedare la rivolta e a catturare i capi dei ribelli (Vereniano e Didimo, parenti di Onorio), e li condusse prigionieri in Gallia da suo padre, dove furono giustiziati.
Costante, nel frattempo, aveva lasciato incautamente il generale Geronzio in Spagna con le truppe galliche affidandogli il compito di sorvegliare i Pirenei, sostituendo dunque con truppe di origini barbariche (gli Honoriaci) i presidi locali che un tempo sorvegliavano i passi. Quando dunque Costante ritornò in Spagna per la seconda volta per governarla come Cesare, Geronzio per brame di potere si rivoltò proclamando a sua volta imperatore un tale Massimo. Sembra inoltre aver incitato i barbari che erano in Gallia ad invadere la Gallia meridionale in modo da tenere occupato Costantino III; tale tentativo di sfruttare i barbari per vincere la guerra civile contro Costantino III risultò tuttavia controproducente e negli ultimi mesi del 409 i Vandali, gli Alani e Svevi, a causa del tradimento o della negligenza dei reggimenti Honoriaci a presidio dei Pirenei, entrarono in Spagna, sottomettendola per la massima parte. Le devastazioni furono devastanti, secondo il colorito resoconto retorico del cronista Idazio:
[Anno 410] Imperversando i barbari per la Spagna, e infuriando il male della pestilenza, l'esattore tirannico e il soldato depredano le sostanze nascoste nelle città: la carestia infuriò, così forte che le carni umane furono divorate dal genere umano: le madri uccisero o cuocerono i propri nati mangiandoseli. Le bestie feroci, abituati ai cadaveri uccisi con la spada, dalla fame o malattia, uccidono qualsiasi essere umano con le forze che gli rimanevano, si nutrono di carne, preparando la brutale distruzione del genere umano. E la punizione di Dio, preannunciata dai profeti, si verificò con le quattro piaghe che devastarono l'intera Terra: ferro, carestia, peste e le bestie.

[Anno 411] Dopo aver diffuso per le province di Spagna queste piaghe, il Signore ebbe pietà ed i barbari furono costretti alla pace...»
(Idazio, Cronaca, anni 409-411.)

La Spagna della metà V secolo, divisa tra Suebi (ad Occidente) e Visigoti (ad Oriente).

Secondo Kulikowski, tuttavia, nel periodo 409-410 i Barbari si limitarono a saccheggiare le campagne, non essendo in grado di prendere le città, e l'amministrazione romana, seppur sotto il controllo dell'usurpatore Massimo, continuò a funzionare: ne sarebbe la prova il fatto che nel resoconto apocalittico dei saccheggi dei barbari in Spagna che si può leggere nella cronaca di Idazio, si afferma che nelle città le popolazioni erano afflitte dall'"esattore tiranno" e dal "soldato vorace", cioè funzionari romani.

La Spagna nel V secolo, con le popolazioni vandaliche di Asdingi (nel nord-ovest) e Silingi (nel sud).

Solo quando l'usurpatore Massimo e il suo comandante Geronzio decisero di invadere la Gallia per detronizzare Costantino III, i barbari approfittarono della partenza dell'esercito romano dalla Tarraconense per impossessarsi stabilmente del territorio invaso spartendoselo tra di loro (411):
(Idazio, Cronaca, s.a. 411.)
Secondo Procopio, storico vissuto nel VI secolo, i Barbari avrebbero avuto il riconoscimento dell'occupazione dei territori da parte di Roma, mentre al contrario Orosio, vissuto all'epoca dei fatti, afferma esplicitamente che l'occupazione fu illegale. Tra le due testimonianze discordanti, Heather propende a dare credito a quella di Orosio, in quanto fonte più vicina cronologicamente ai fatti, e anche Kulikowski ritiene che la spartizione tra i barbari fosse avvenuta senza l'autorizzazione del governo imperiale. Nel frattempo Massimo, Geronzio e gli altri usurpatori nelle Gallie furono sconfitti dal generale romano Costanzo, il quale riuscì anche a raggiungere nel 415 un accordo con i Visigoti, che divennero ancora una volta foederati (alleati) dell'Impero; l'intenzione di Costanzo era sfruttare i Visigoti per riconquistare la Spagna a Vandali, Alani e Svevi.
Tra il 416 e il 418 gli invasori del Reno subirono, quindi, la controffensiva dei Visigoti di Vallia per conto dell'Imperatore d'Occidente: vennero annientati nella Betica i Vandali Silingi mentre gli Alani subirono perdite così consistenti da giungere a implorare la protezione dei rivali Vandali Asdingi, stanziati in Galizia. Grazie a questi successi, le province ispaniche della Lusitania, della Cartaginense e della Betica tornarono sotto il controllo romano, ma il problema ispanico non si era tuttavia ancora risolto, anche perché dopo la sconfitta, Vandali Silingi e Alani si coalizzarono con i Vandali Asdingi, il cui re, Gunderico, divenne re dei Vandali e Alani. Costanzo richiamò i Visigoti in Aquitania: era sufficientemente soddisfatto del risultato delle campagne militari, essendo tutta la Spagna tornata in mano imperiale a parte la provincia periferica della Galizia, il cui possesso era rinunciabile a causa della sua scarsa produttività. La diocesi di Spagna riprese a funzionare come in precedenza e per difendere i territori riconquistati dai barbari residui in Galizia fu creato per la prima volta l'esercito di campo della Spagna, attestato per la prima volta dalla Notitia Dignitatum, databile al 420 circa. Nel frattempo, i Visigoti furono stanziati in Gallia Aquitania come foederati, ricevendo terre nella valle della Garonna. L'Aquitania sembra sia stata scelta da Costanzo come terra dove far insediare i foederati Visigoti per la sua posizione strategica: infatti era vicina sia dalla Spagna, dove rimanevano da annientare i Vandali Asdingi e gli Svevi, sia dal Nord della Gallia, dove forse Costanzo intendeva impiegare i Visigoti per combattere i ribelli separatisti Bagaudi nell'Armorica.
     Impero d'Occidente (Onorio).
     Aree in rivolta.
     Franchi, Alamanni, Burgundi.
     Vandali e Alani.
     Suebi.
     Visigoti.

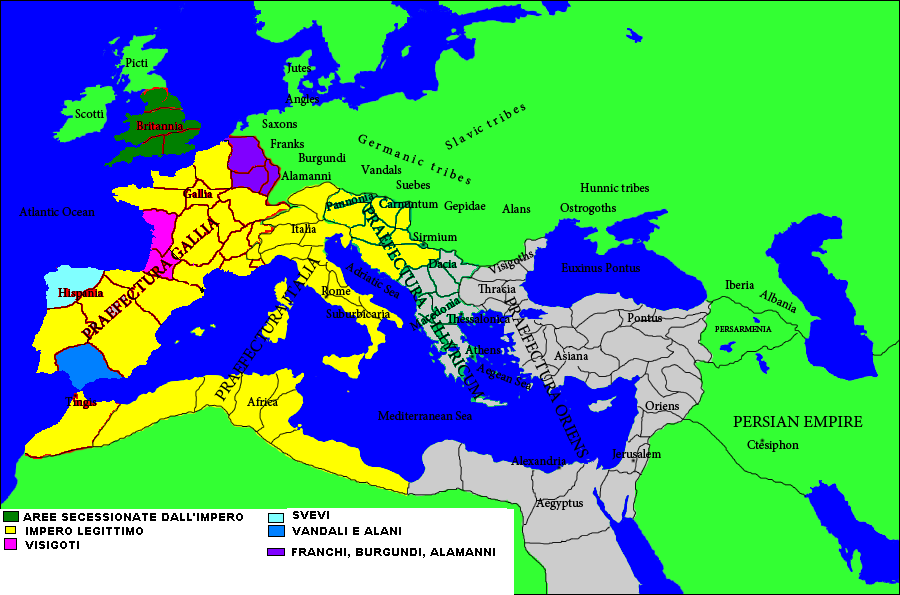
L'Impero romano d'Occidente nel 421.
Impero d'Occidente (Onorio).
Aree in rivolta.
Franchi, Alamanni, Burgundi.
Vandali e Alani.
Suebi.
Visigoti.
Grazie alle prodezze di Flavio Costanzo, la Gallia e la Tarraconense erano tornate sotto il dominio di Onorio con la sconfitta degli usurpatori, mentre gli Alani erano stati scacciati con il supporto visigoto dalla Lusitania e dalla Cartaginense, e i Bagaudi nell'Armorica erano stati ricondotti all'obbedienza. I Visigoti ottennero, in cambio dei loro servigi in Hispania, la Gallia Aquitania come foederati dell'Impero.

Nel frattempo la nuova coalizione vandalo-alana tentò subito di espandersi in Galizia a danni degli Svevi, costringendo i Romani a intervenire nel 420: l'attacco romano, condotto dal comes Asterio, non portò però all'annientamento dei Vandali, ma li spinse piuttosto in Betica, che da essi prese in nome di "Vandalucia" (Andalusia). Lungi dall'essere vittoriosa, la spedizione di Asterio fu quindi disastrosa in quanto spinse involontariamente i Vandali ad invadere la Betica mettendo a forte repentaglio i risultati positivi delle campagne di riconquista di Vallia: a differenza della periferica e poco importante provincia della Galizia, infatti, la perdita della Betica avrebbe costituito un forte danno per lo Stato romano. In compenso Asterio riuscì a catturare l'usurpatore Massimo, che aveva per la seconda volta tentato di usurpare il trono, ricevendo come premio il titolo di patrizio (421/422). I massimi vertici dell'Impero, comunque, si resero conto della necessità di annientare i Vandali nella Betica e nel 422 fu organizzata una nuova spedizione per annientarli definitivamente: il generale Castino si scontrò in battaglia contro di essi con un esercito rinforzato da foederati visigoti, ma, forse grazie a un presunto tradimento dei Visigoti, fu da essi sconfitto.
L'usurpazione di Giovanni Primicerio prima (423-425) e le lotte per l'ottenimento del grado di generalissimo dell'Impero tra Ezio, Bonifacio e Felice (che durarono fino al 433) distrassero parzialmente il governo centrale dalla lotta contro i Barbari, agevolando i loro successi; ciò avvenne soprattutto in Spagna, che era la provincia meno prioritaria da difendere per l'Impero. I Vandali ebbero così via libera per razziare e occupare la Spagna meridionale, con la presa di Siviglia e di Cartagena e la devastazione delle Isole Baleari (425). Nel 428 Siviglia fu di nuovo espugnata e saccheggiata dai Vandali.
La partenza dei Vandali per l'Africa (429) lasciò tuttavia la Spagna libera dai Barbari, fatta eccezione per gli Svevi in Galizia. Il panegirico di Merobaude asserisce che in Spagna, dove prima «più niente era sotto controllo,... il guerriero vendicatore [Ezio] ha riaperto la strada un tempo prigioniera e ha cacciato il predatore [in realtà andatosene in Africa per propria iniziativa], riconquistando le vie di comunicazione interrotte; e la popolazione è potuta ritornare nelle città abbandonate.» Sembra che l'intervento di Ezio in Spagna si fosse limitato a negoziazioni diplomatiche con gli Svevi in modo da raggiungere a un accomodamento tra Svevi e abitanti della Galizia, nonostante le pressioni esercitate da alcuni ispano-romani, che avrebbero preferito un intervento militare. Ezio non intendeva però perdere soldati nella riconquista di una provincia poco prospera quale la Galizia e si limitò a ripristinare il dominio romano sul resto della Spagna, che ricominciò di nuovo a far affluire entrate fiscali nelle casse dello Stato a Ravenna.

Le conquiste di Re Rechila (438-448).

Tutto ciò cambiò però con l'ascesa del re svevo Rechila, succeduto a suo padre Ermenerico nel 438. Approfittando della scarsa attenzione riservata dal governo centrale alla Spagna, dovuta alle altre diverse minacce esterne sugli altri fronti (Gallia, Africa, Illirico), Rechila condusse gli Svevi alla conquista di gran parte della penisola iberica: tra il 439 e il 441, essi occuparono Merida (capoluogo della Lusitania) nel 439 e Siviglia e le province della Betica e della Cartaginense nel 441. L'unica provincia ispanica ancora rimasta sotto il controllo di Roma era la Tarraconense, che tuttavia era infestata dai separatisti Bagaudi. Furono vane le campagne successive di riconquista condotte da Ezio: se le prime due, condotte dai comandanti Asturio (442) e Merobaude (443), avevano come fine il recuperare perlomeno la Tarraconense ai Bagaudi, quella di Vito (446), più ambiziosa, tentò di recuperare la Betica e la Cartaginense, finite in mano sveva, ma, nonostante il sostegno dei Visigoti, l'esercito romano fu annientato dal nemico. Questo fallimento era attribuibile almeno in parte al fatto che Ezio non poteva concentrare tutte le sue forze nella lotta contro gli Svevi vista la minaccia unna.
Secondo Kulikowski, tuttavia, non sembra che il controllo svevo su Betica e Cartaginense fosse molto saldo: gli Svevi erano in numero troppo esiguo per controllare saldamente quelle due province, e sembra che Rechila fosse riuscito a controllare quelle due province eliminando i funzionari provinciali da esse tramite le sue campagne di conquista, in modo «da eliminare fonti alternative di potere locale e competitori diretti per le ricchezze e per il gettito delle regioni»; in altre parole, secondo Kulikowski, «le conquiste di Rechila furono puramente nominali e consistevano più nell'abilità di raccogliere tributi senza l'opposizione di autorità imperiali che in un'occupazione fisica di territori». Secondo Kulikowski, la conquista sveva di Cartaginense e Betica fu ottenuta anche grazie all'appoggio fornito agli svevi da alcuni elementi locali, e ciò spiegherebbe perché l'esercito romano di Vito rinforzato da foederati Visigoti spogliò i provinciali delle due province durante il tentativo di riconquista del 446: per punirli per aver tradito lo Stato romano appoggiando la presa di potere degli Svevi. Secondo lo stesso Kulikowski, lungi dall'essere completamente fallimentare come racconta Idazio, la spedizione di Vito potrebbe addirittura aver ristabilito la precaria dominazione romana nelle due province di Betica e Cartaginense: infatti nel 449 il comes Censorio, funzionario romano, è attestato in Betica, dove venne assassinato, mentre il testo di Idazio sostiene che nell'anno 455 gli Svevi saccheggiarono la Cartaginense, che «in precedenza gli Svevi avevano restituito ai Romani»; sembra dunque evidente che dopo la campagna di Vito una qualche forma di controllo romano sulle due province fu ristabilito.
Nel frattempo l'influenza visigota sulla Spagna si accresceva sempre di più. Fino alla campagna di Vito, i Visigoti parteciparono alle campagne contro Vandali e Svevi nella penisola iberica sempre come contingenti ausiliari comandati da generali romani; invece, a partire dal 453/454, anno in cui Federico - fratello del re visigoto - sedò un'insurrezione di Bagaudi, i Visigoti cominciarono ad agire in Spagna sotto i loro stessi comandanti, essendo stato delegato ad essi dai Romani il compito di mantenere l'autorità romana nella penisola. Nel 455 divenne imperatore Avito, un gallo-romano di classe alto - senatoria nominato magister militum da Petronio, acclamato imperatore ad Arelate con il sostegno militare dei Visigoti e che, entrato a Roma, riuscì ad ottenere il riconoscimento da parte dell'esercito romano d'Italia grazie all'imponente esercito visigoto. Avito era intenzionato a intraprendere un'azione contro gli Svevi, i quali minacciavano la Tarraconense: inviò dunque in Spagna i Visigoti, i quali, però, se riuscirono ad annientare gli Svevi, saccheggiarono il territorio ispanico e se ne impadronirono a scapito dei Romani. Inviso alla classe dirigente romana e all'esercito d'Italia per la sua gallica estraneità, contro Avito si rivoltarono i generali dell'esercito italico Ricimero, nipote del re visigoto Vallia, e Maggioriano, che, approfittando dell'assenza dei Visigoti, partiti per la Spagna per combattere gli Svevi, lo sconfissero presso Piacenza nel 456 e lo deposero. Il vuoto di potere creatosi alimentò le tensioni separatiste nei vari regni barbarici che si stavano formando.

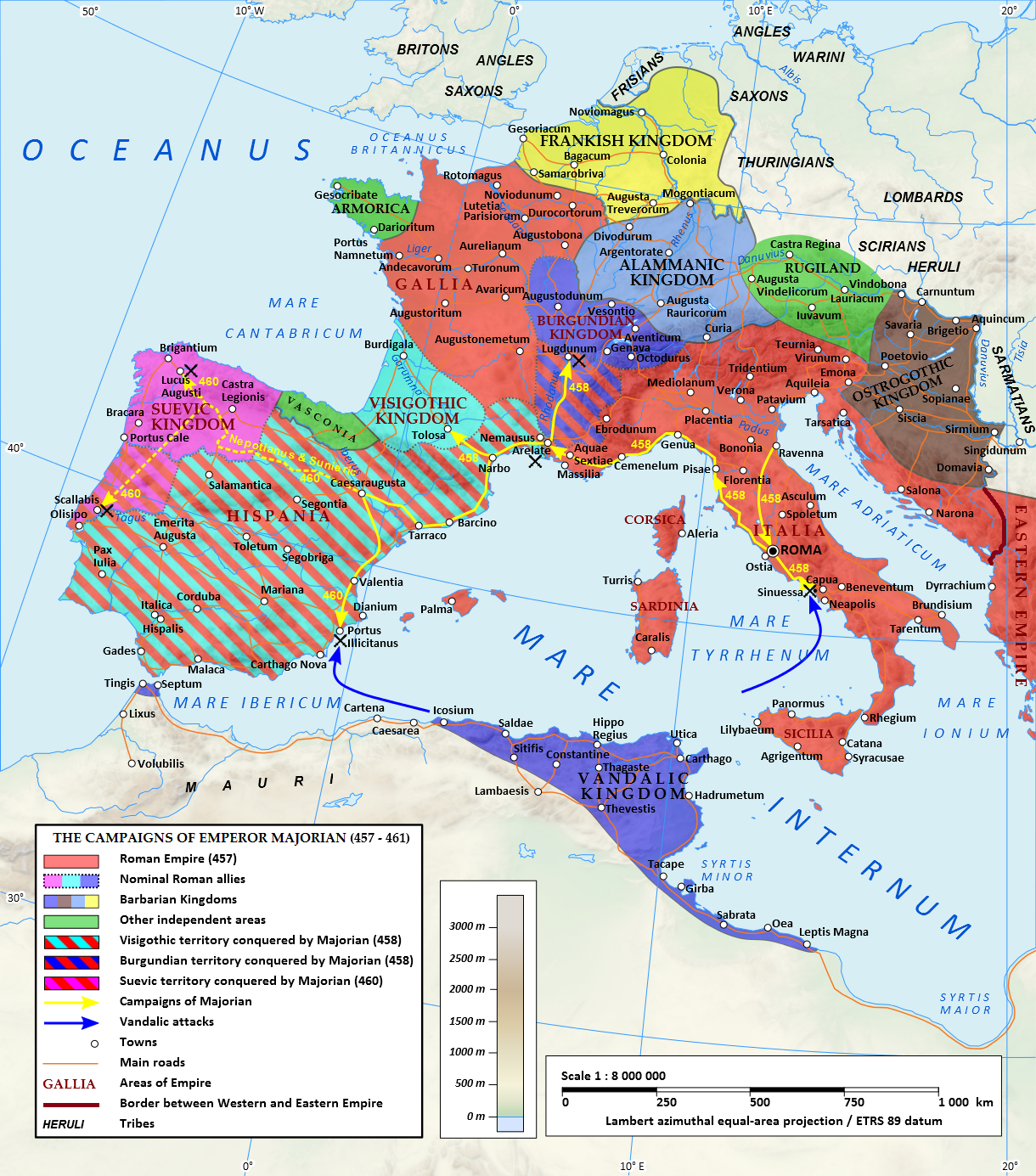
L'Impero romano d'Occidente sotto Maggioriano. Si noti come l'Illirico fosse solo nominalmente sotto il dominio dell'imperatore, mentre il potere effettivo era tenuto dal comes Marcellino; anche la Gallia e parte dell'Hispania erano di fatto, all'inizio del regno di Maggioriano, fuori dal controllo dell'imperatore, in quanto occupate dai Visigoti e dai Burgundi.

Venne nominato imperatore, quindi, Maggioriano, il quale intendeva per prima cosa consolidare il dominio sull'Italia e riprendere il controllo della Gallia, che gli si era ribellata dopo la morte dell'imperatore gallo-romano Avito; i tentativi di riconquista della Hispania e dell'Africa erano progetti in là nel futuro. Per prima cosa assicurò la sicurezza dell'Italia, sconfiggendo nell'estate del 458 un gruppo di Vandali sbarcato in Campania, per poi, una volta rinforzato l'esercito assoldando un forte contingente di mercenari barbari, per poi invadere la Gallia, scacciando i Visigoti di Teodorico II da Arelate, costringendoli a ritornare nella condizione di foederati e di riconsegnare la diocesi di Spagna, che Teodorico aveva conquistato tre anni prima a nome di Avito; l'imperatore mise il proprio ex-commilitone Egidio a capo della provincia, nominandolo magister militum per Gallias e inviò dei messi in Hispania ad annunciare la propria vittoria sui Visigoti e l'accordo raggiunto con Teodorico. Dopo aver ricondotto all'obbedienza anche i Burgundi, Maggioriano decise quindi di attaccare l'Africa vandalica. Intanto Maggioriano stava conquistando la Spagna: mentre Nepoziano e Sunierico sconfiggevano i Suebi a Lucus Augusti e conquistavano Scallabis in Lusitania, l'imperatore passò da Caesaraugusta (Saragozza), dove fece un adventus imperiale formale, e aveva raggiunto la Cartaginense, quando la sua flotta, attraccata a Portus Illicitanus (vicino ad Elche), fu distrutta per mano di traditori al soldo dei Vandali. Maggioriano, privato di quella flotta che gli era necessaria per l'invasione, annullò l'attacco ai Vandali e si mise sulla via del ritorno: quando ricevette gli ambasciatori di Genserico, accettò di stipulare la pace, che probabilmente prevedeva il riconoscimento romano dell'occupazione de facto della Mauretania da parte vandala. Al suo ritorno in Italia, venne assassinato per ordine di Ricimero nell'agosto 461. La morte di Maggioriano significò la definitiva perdita della Spagna a favore dei Visigoti: infatti, dopo il ritiro dalla Spagna di Maggioriano, nessun altro ufficiale romano è attestato nelle fonti nella penisola iberica, rendendo evidente che dopo il 460 la Spagna non faceva più - di fatto - parte dell'Impero.

## Vicarii Hispaniarum
- Aurelio Agricolano (? 298)[33]
- Quinto Eclanio Ermia (tra il 306 e il 337)
- Ottaviano (316-317)
- Settimio Acindino (324/326)
- Gaio Annio Tiberiano (332)
- Severo (333-335)
- Gaio Annio Tiberiano (335)
- Marco Aurelio Consio Quarto iunior (metà del IV secolo)
- Clementino (357 circa)
- Flavio Sallustio (prima del 361)
- Sestilio Agesilao Edesio (355/370)
- Volusio Venusto (362-363)
- Valeriano (365-366)
- Mario Artemio (369-370)
- Mariniano (383)
- Macrobio (399/400)